# Selent
Selent er en administrationsby og kommune i det nordlige Tyskland, beliggende i Amt Selent/Schlesen i den nordlige del af Kreis Plön. Kreis Plön ligger i den østlige/centrale del af delstaten Slesvig-Holsten.

## Geografi
Selent er beliggende ved Bundesstraße 202 fra Kiel til Lütjenburg og ved sydbredden af Selenter See, der efter Plöner See er den næststørste sø i Slesvig-Holsten.